# Armoriale dei comuni della provincia di Carbonia-Iglesias
Questa pagina contiene le armi (stemmi e blasonature) dei comuni della provincia di Carbonia-Iglesias.
| Stemma                        | Comune e blasonatura | Gonfalone                        |
| ----------------------------- | --- | -------------------------------- |
|                               | Buggerru Di cielo, a due cutter di legno al naturale, con le vele latine gonfie, di argento, banderuolati dello stesso, equipaggiati di due al naturale, voganti sul mare di azzurro, mareggiato di argento; al capo partito: nel primo, d'oro, caricato dal piccone da minatore di nero e dal badile dello stesso, con i manici di legno al naturale, decussati, essi manici attraversati dalla lampada da minatori di nero; nel secondo, di argento, caricato da quattro gocce di sangue, di rosso, ordinate in fascia. Ornamenti esteriori da Comune Stemma concesso con D.P.R. del 6 aprile 2005 Gonfalone: Drappo di bianco Gonfalone concesso con D.P.R. del 6 aprile 2005 |                                  |
|                               | Calasetta |                                  |
|                               | Carbonia D'azzurro alla lampada da minatore, alla montagna formata da un banco di carbone il tutto al naturale, la lampada addestrata in alto Stemma concesso con R.D. del 26 ottobre 1939 Gonfalone: Drappo partito d'azzurro di nero riccamente ornato di ricami d'oro, caricato dallo stemma sopra descritto con l'iscrizione centrata in oro: CITTA' DI CARBONIA Gonfalone concesso con R.D. del 26 ottobre 1939 |                                  |
| Stemma precedentemente in uso | Carloforte Gonfalone: Drappo di azzurro... Gonfalone precedentemente in uso: Drappo partito di azzurro e di rosso... | Gonfalone precedentemente in uso |
|                               | Domusnovas d'azzurro, al monte di lavagna, aperto del campo accostato da una muraglia d'argento, merlata, murata di nero, uscente dal fianco destro; il tutto sostenuto da terrazzo di verde su campagna di rosso caricata da una lanterna accesa d'argento. Ornamenti esteriori da Comune Stemma concesso con D.P.R. del 13 agosto 1964 Gonfalone: drappo partito di rosso e d'azzurro… Gonfalone concesso con D.P.R. del 13 agosto 1964 |                                  |
|                               | Fluminimaggiore Di argento, alla torre di rosso, mattonata di nero, merlata alla guelfa di tre, finestrata del campo, aperta dello stesso, fondata sulla campagna di azzurro, fluttuosa di argento. Ornamenti esteriori da Comune Stemma concesso con D.P.R. dell'11 maggio 2004 Gonfalone: Drappo partito di bianco e di rosso Gonfalone concesso con D.P.R. dell'11 maggio 2004 |                                  |
|                               | Giba Gonfalone: drappo partito di verde e di bianco… |                                  |
|                               | Gonnesa Tagliato trasversalmente da una sbarra rossa contenente una stella d'oro di cinque raggi; nella prima parte del fianco destro della sbarra vi è una montagna al naturale di colore verde, nella seconda a sinistra della sbarra il maglio, il piccone, il badile con la lampada da minatore appesa al manico, i pezzi sono incrociati e legati di rosso Gonfalone: Drappo rosso riccamente ornato di ricami d'argento con la scritta Comune di Gonnesa, contenente lo stemma comunale Gonfalone: drappo di rosso… |                                  |
|                               | Iglesias Di rosso, alla fascia d'azzurro caricata di tre monete d'oro all'aquila di nero carica nel petto della croce di Savoia. Ornamenti esteriori da città Stemma concesso con R.D. del 7 aprile 1933 Gonfalone: Drappo d'azzurro riccamente ornato di ricami d'oro e caricato dello stemma comunale con l'iscrizione centrata in oro: città di Iglesias. Le parti di metallo ed i cordoni dorati. L'asta verticale ricoperta di velluto azzurro con bullette dorate poste a spirale. Nella freccia è rappresentato lo stemma del comune con nastri tricolorati dai colori nazionali frangiati d'oro Gonfalone concesso con D.P.R. del 5 dicembre 1984 |                                  |
|                               | Masainas Troncato semipartito: il primo, di azzurro, all'ombra di sole, d'oro; il secondo, di rosso, al grappolo d'uva, di azzurro, unito al tralcio al naturale, posto in fascia, pampinoso di due, di verde; il terzo, di verde, alle due rose, di rosso, bottonate d'oro, posto in palo. Ornamenti esteriori da Comune Stemma concesso con D.P.R. del 21 settembre 2004 Gonfalone: Drappo partito di verde e di giallo Gonfalone concesso con D.P.R. del 21 settembre 2004 |                                  |
|                               | Musei D'argento ad un toro di nero attraversante sulla pianura di verde il tronco di un albero di ulivo al naturale fruttato d'oro; nel canton destro del capo una pianta di legumi al naturale; nel canton sinistro un grappolo d'uva di nero pampinosa di due. Ornamenti esteriori da Comune D.P.R. del 5 dicembre 1978 Gonfalone: drappo partito di verde e di giallo… |                                  |
|                               | Narcao |                                  |
|                               | Nuxis inquartato in decusse, nel primo di rosso alla fiaccola d'oro, nel secondo d'argento al rametto d'ulivo al naturale; nel terzo d'argento al rametto di noce al naturale; nel quarto di rosso alla stella di 8 punte d'argento, accompagnata in capo da un libro d'argento sul quale è scritto 1957; sul tutto a cuore una clessidra d'argento Gonfalone: drappo in bianco di mt 2 x 1 sormontato dalla scritta “Comune di Nuxis”, lo Stemma al centro e con al di sotto un ramo d'alloro ed un ramo di quercia legati insieme da un nastro tricolore |                                  |
|                               | Perdaxius Inquartato: il primo,d'oro, alla lettera maiuscola P, di rosso; il secondo, di azzurro, alle cinque spighe di grano, d'oro, impugnate, legate di rosso; il terzo, di azzurro, alla campana d'oro, legata di rosso; il quarto, di rosso, alla pecora d'argento, con la testa rivolta, riposante sulla campagna di verde. Sotto lo scudo, su lista bifida e svolazzante di azzurro, la scritta il lettere maiuscole di nero, ANNO DOMINI MCMLVIII. Ornamenti esteriori da Comune Stemma concesso con D.P.R. del 14 marzo 2002 |                                  |
|                               | Piscinas Partito: il primo, di rosso, alle tredici stelle di sei raggi, d'oro, poste 3, 3, 3, 3, 1; il secondo, di azzurro, alla fontana di tre bacini, il bacino superiore piccolo, quello intermedio di misura mediana, quello inferiore grande, il bacino superiore zampillante, l'acqua ricadente nei bacini inferiori, il tutto d'argento, essa fontana sostenuta dalla campagna di verde. Ornamenti esteriori da Comune Stemma concesso con D.P.R. del 3 marzo 2005 Gonfalone: Drappo partito di bianco e di rosso Gonfalone concesso con D.P.R. del 3 marzo 2005 |                                  |
|                               | Portoscuso Gonfalone: drappo di azzurro… |                                  |
|                               | San Giovanni Suergiu Semitroncato partito: il primo, di azzurro, alla chiesa di argento, vista frontalmente, murata e chiusa di nero, finestrata con finestrella tonda dello stesso, munita della cella campanaria, posta centralmente, di argento, aperta nel campo; la chiesa fondata sulla linea di partizione; il secondo, d'oro, alla quercia di verde, fustata e sradicata al naturale; il terzo, di rosso, al leone d'oro, coronato con corona all'antica di tre punte visibili, dello stesso. Ornamenti esteriori da Comune D.P.R. dell'11 giugno 1997 |                                  |
|                               | Santadi |                                  |
|                               | Sant'Anna Arresi Partito: nel primo, di azzurro, all'ancora d'oro, con la trabe dello stesso, accompagnata da due stelle di otto raggi, una in capo, l'altra in punta, di oro; nel secondo:, d'oro, alla volpe rampante, di rosso, linguata dello stesso. Ornamenti esteriori da comune Stemma concesso con D.P.R. del 24 aprile 2001 Gonfalone: Drappo partito di rosso e di azzurro, riccamente ornato di ricami d'argento e caricato dallo stemma civico con la iscrizione centrata in argento, recante la denominazione del Comune. Le parti di metallo ed i cordoni saranno argentati. L'asta verticale sarà ricoperta di velluto dei colori del drappo, alternati, con bullette Argentate poste a spirale. Nella freccia sarà rappresentato lo stemma del Comune e sul gambo inciso il nome. Cravatta con nastri tricolorati dai colori nazionali frangiati Gonfalone concesso con D.P.R. del 24 aprile 2001                                                                                                 |                                  |
|                               | Sant'Antioco Stemma concesso con D.P.C.M. n. 651 del 7 giugno 1953 Gonfalone: Drappo di azzurro... Gonfalone concesso con D.P.C.M. n. 651 del 7 giugno 1953 |                                  |
|                               | Tratalias Semipartito troncato: nel PRIMO, di azzurro, alla lettera maiuscola T, d'oro; nel SECONDO, di verde, alle sette spighe di grano, d'oro, impugnate, legate di rosso; nel TERZO, di rosso, alla chiesa cattedrale di Santa Maria in Tratalias, di fronte, d'argento, murata di nero, chiusa dello stesso, fondata in punta. Ornamenti esteriori da Comune. Stemma concesso con D.P.R. del 18 maggio 1995 Gonfalone: drappo partito di bianco e di azzurro, riccamente ornato di ricami d'argento e caricato dallo stemma sopra descritto con la iscrizione centrata in argento, recante la denominazione del Comune. Le parti di metallo ed i cordoni saranno argentati. L'asta verticale sarà ricoperta di velluto dei colori del drappo, alternati, con bullette argentate poste a spirale. Nella freccia sarà rappresentato lo stemma del Comune e sul gambo inciso il nome. Cravatta con nastri tricolorati dai colori nazionali frangiati d'argento. Gonfalone concesso con D.P.R. del 18 maggio 1995 |                                  |
|                               | Villamassargia |                                  |
|                               | Villaperuccio Partito: il primo, di azzurro, alle sette spighe di grano, d'oro, impugnate, legate di rosso, accompagnate da quattro stelle di otto raggi d'oro, due in capo, due in punta, ordinate in fascia; il secondo, di verde, al menhir di Terrazzu, d'oro, fondato sulla campagna di rosso. Ornamenti esteriori da Comune Stemma concesso con D.P.R. del 28 gennaio 2004 Gonfalone: Drappo di giallo Gonfalone concesso con D.P.R. del 28 gennaio 2004 |                                  |